# Soldador de pistola

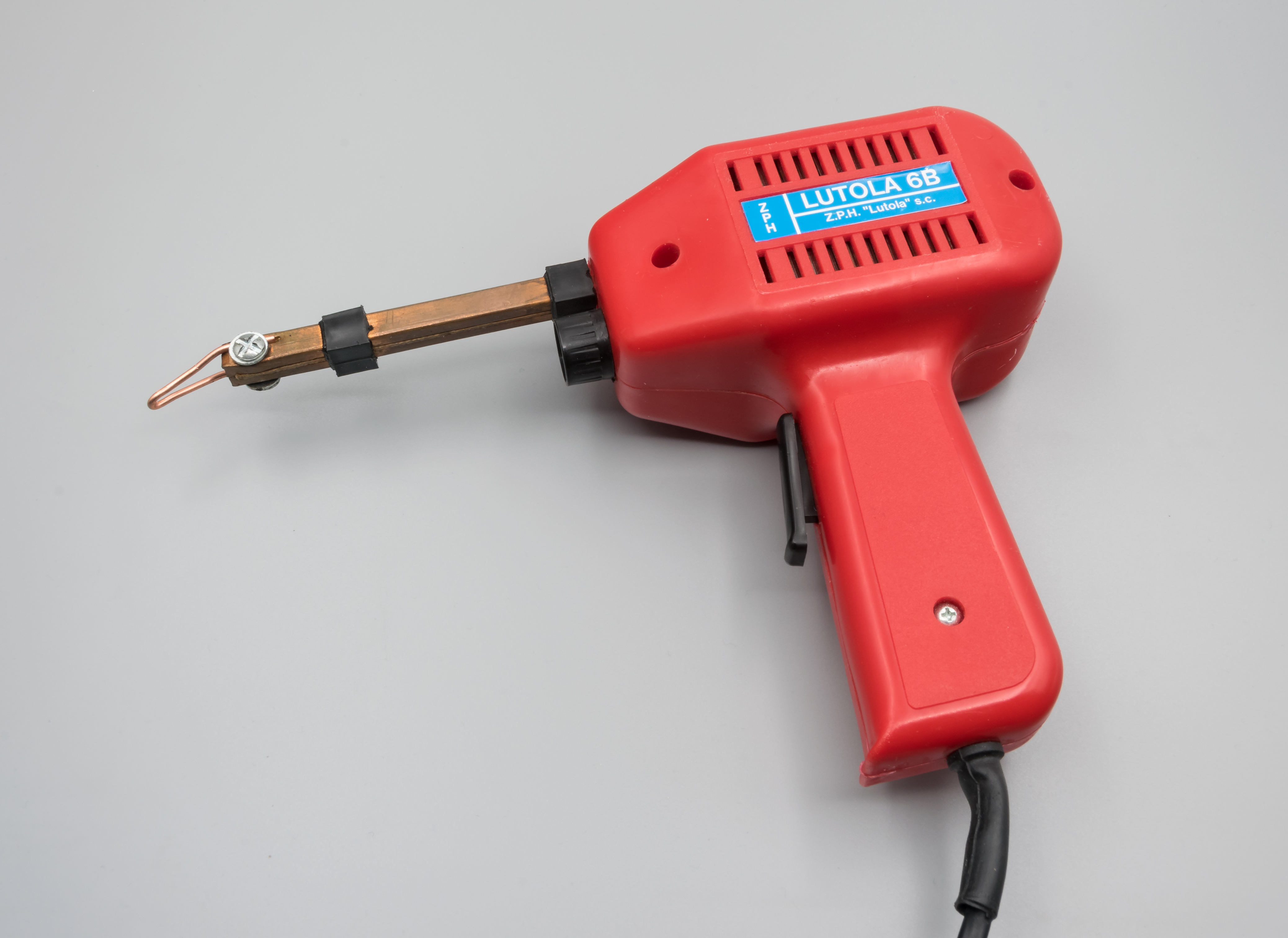
Soldador de pistola

Un soldador de pistola és una eina elèctrica, de forma semblant a una pistola, utilitzat per soldar conductors amb la tècnica de soldadura tova a base d'estany per aconseguir una forta unió mecànica amb bon contacte elèctric. L'eina té un interruptor que es prem amb el dit i que permet que sigui operat fàcilment amb una mà. El soldador de pistola és útil quan les unions soldades s'han de fer de forma intermitent. Un dispositiu de calor constant s'ha de col·locar en un lloc segur quan estigui encès però no en ús, per evitar danys o lesions. La pistola es refreda prou ràpid com per poder deixar-la a terra uns segons després del seu ús.

## Descripció

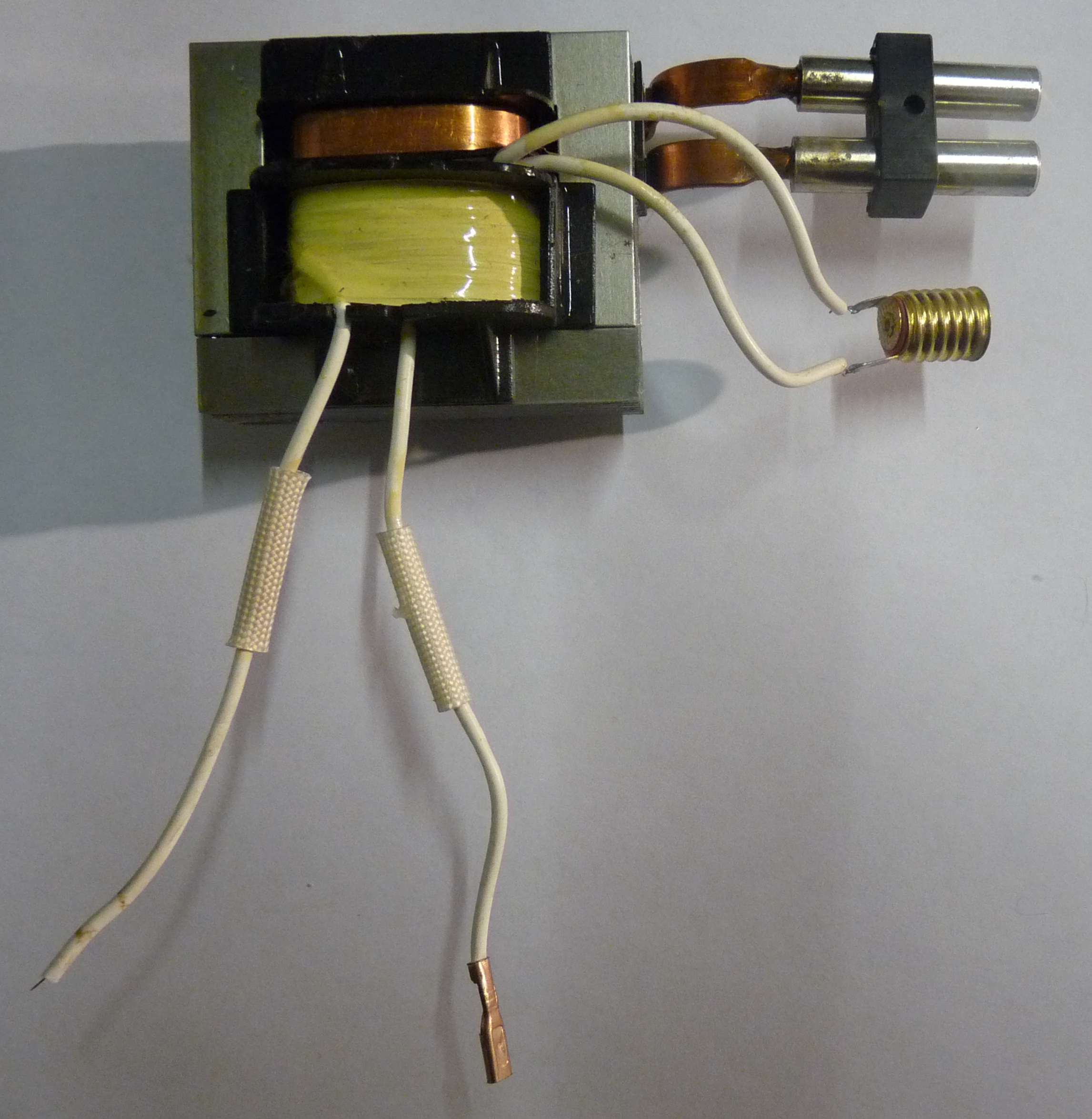
Parts d´un soldador de pistola

El cos de l'eina conté un transformador amb un debanat primari connectat a la xarxa elèctrica quan es pressiona l'interruptor amb el dit, i un debanat secundari d'una sola volta de coure gruixut amb molt baixa resistència. Una punta de soldadura, feta d'un bucle de filferro més prim, s'assegura a l'extrem del secundari del transformador mitjançant cargols, completant el circuit secundari. Quan s'activa el primari del transformador, diversos centenars d'amperes de corrent flueixen a través del secundari i escalfen molt ràpidament la punta de coure. Atès que la punta té una resistència molt més gran que la resta del debanat tubular de coure, la punta s'escalfa molt mentre que la resta del secundari s'escalfa a un ritme molt més lent. Sovint s'utilitza un debanat secundari addicional per alimentar un llum pilot que il·lumina la peça de treball.

## Aplicacions

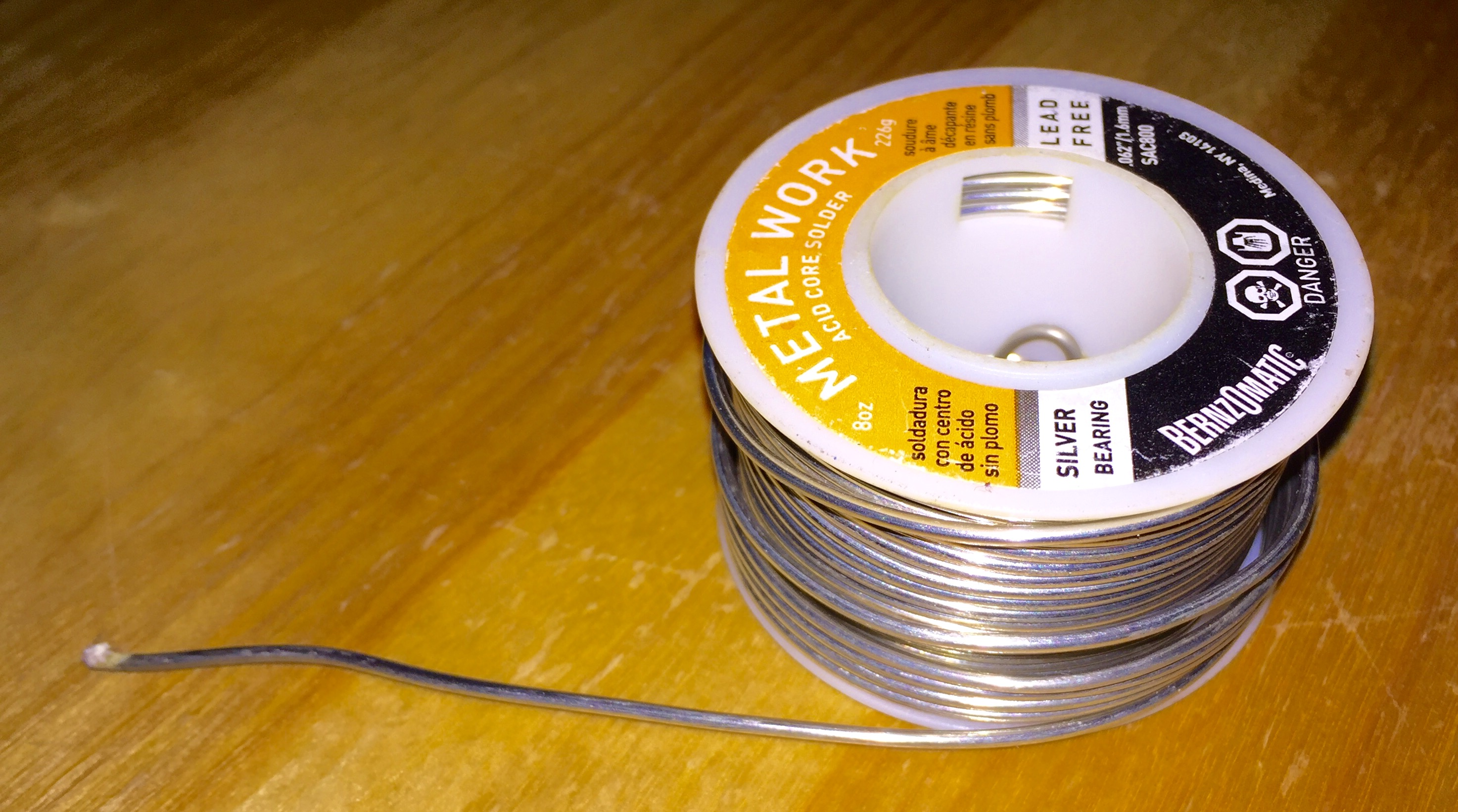
Rodet de soldadura. 1,6 mm.

Els soldadors de pistola s'utilitzen quan cal una quantitat de calor de forma instantània que els soldadors de menor potència no poden donar. Es solen utilitzar per soldar connexions elèctriques, muntatge de vitralls emplomats i treballs lleugers amb xapa metàl·lica. Un soldador de pistola típic té una potència nominal de 100 a 240 watts, de vegades pot incloure un interruptor de dues etapes per tal de proporcionar dos nivells de calor. Hi ha disponibles puntes dissenyades per tallar i donar forma al plàstic; els soldadors de pistola per a ús domèstic poden subministrar-se amb un kit de diferents puntes.
La temperatura de la punta de soldadura es regula manualment mantenint pressionat el botó fins que la soldadura es fongui i després deixant-lo anar. Quan la soldadura és a punt de començar a solidificar-se, es pressiona novament el botó, i així successivament. Un treballador experimentat desenvolupa l'habilitat de regular la temperatura segons la necessitat. Com que la temperatura de la punta no es regula automàticament, l'ús d'un soldador de pistola per a soldadures en plaques de circuits impresos pot generar massa calor a la unió, danyant la placa.
La punta de coure es desgasta amb l'ús i eventualment s'ha de reemplaçar. El soldador de pistola genera un bec electromagnètic quan es deixa anar el botó, cosa que pot ser un problema per als dispositius sensibles a les descàrregues. El bec es pot veure quan se solda un LED d'alta eficiència, ja que el LED parpelleja. El fort camp magnètic produït per la punta pot atraure i retenir petites peces de metall ferrós (cargols, etc.).

## Història

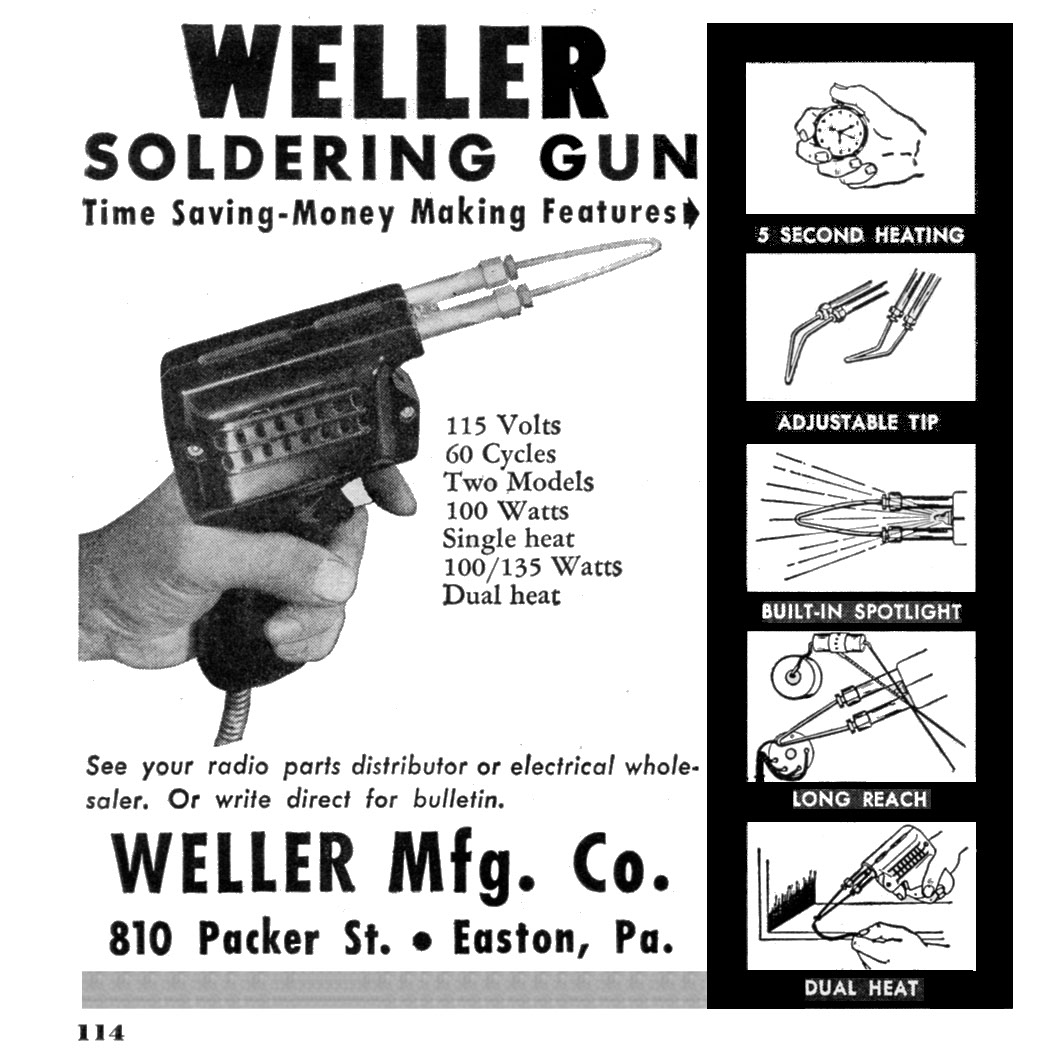
Anunci de 1948 d'un soldador de pistola Weller

Els soldadors de pistola escalfats elèctricament s'han utilitzat des de la dècada del 1920. El 1941, Carl I. Weller va inventar i després va obtenir la patent per a una eina de soldadura basada en transformador que s'escalfava i refredava ràpidament, essencialment com es descriu en aquest article. Weller va crear una empresa per fabricar i vendre el seu invent comercialment el 1946. L'empresa Weller va ser comprada el 1970 i es va fusionar amb el grup Cooper Industries, més tard comprat per APEX, conservant la marca Weller per als equips de soldadura.